# ژولیو اسپینوسا
ژولیو اسپینوسا (پرتغالی: Júlio Espinosa; ۱۹ دسامبر ۱۹۵۱ – ۱۷ ژوئن ۲۰۲۲) مربی فوتبال اهل برزیل بود.
وی سابقه مربی‌گری در تیم ملی فوتبال قطر، تیم ملی فوتبال زیر ۲۳ سال برزیل و باشگاه ورزشی اینترناسیونال را در کارنامه دارد. 